# Faneuil Hall
Le Faneuil Hall (/ˈfænjəl hɔl/ ou /ˈfænəl hɔl/), situé dans le quartier de Government Center, non loin du front de mer, à Boston dans l'État du Massachusetts, servait de marché et de salle de réunion depuis 1742. Samuel Adams et James Otis y prononcèrent plusieurs discours. Il fait actuellement partie du Boston National Historical Park et du parcours touristique du Freedom Trail. Il se trouve juste à côté du Quincy Market.
En 2008, Faneuil Hall a été classé 4e sur la liste des 25 sites touristiques des États-Unis les plus visités par Forbes Traveler

## Histoire

### XVIIIesiècle
Après de nombreuses discussions sur la construction d'un marché couvert à Boston, un chantier est financé par le marchand bostonien, Peter Faneuil, qui en fait don à la ville.
Un premier bâtiment est construit par John Smibert entre 1740 et 1742 en prenant modèle sur les marchés anglais de l'époque, avec un rez-de-chaussée ouvert comme lieu du marché, et une salle de réunion au-dessus. La girouette en forme de sauterelle sur le toit devient un symbole de la ville. Elle servait de Shibboleth pendant la période révolutionnaire. Quand un suspect était arrêté, il devait dire ce qui se trouvait sur le toit du marché. S'il répondait correctement, il était libéré, s'il ne savait pas, il était un espion anglais.
Le bâtiment brûla en 1761 et fut reconstruit l'année suivante. En 1775, pendant l'occupation britannique de la ville, il servit de théâtre.

### XIXesiècle
Il fut agrandi par l'architecte Charles Bulfinch en 1805, qui ajouta un troisième étage et doubla sa hauteur. Quatre baies nouvelles furent ajoutées (il y en avait donc sept en tout). Les arcades ouvertes furent fermées et la coupole déplacée à l'opposé du bâtiment.
L'architecte donne un style dorique aux deux étages inférieurs. La rénovation ajoute des galeries autour de l'assemblée en haut. L'ensemble est reconstruit à l'identique en matériaux non combustibles en 1898-99.

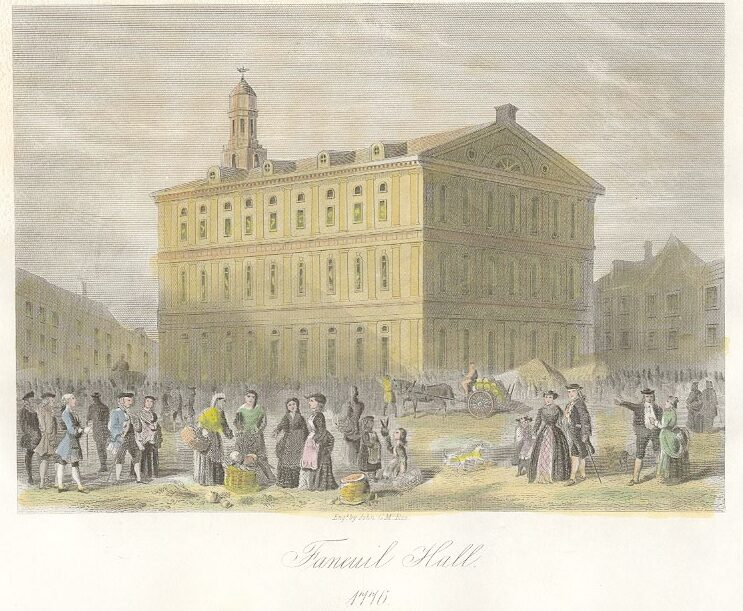
Gravure de 1830
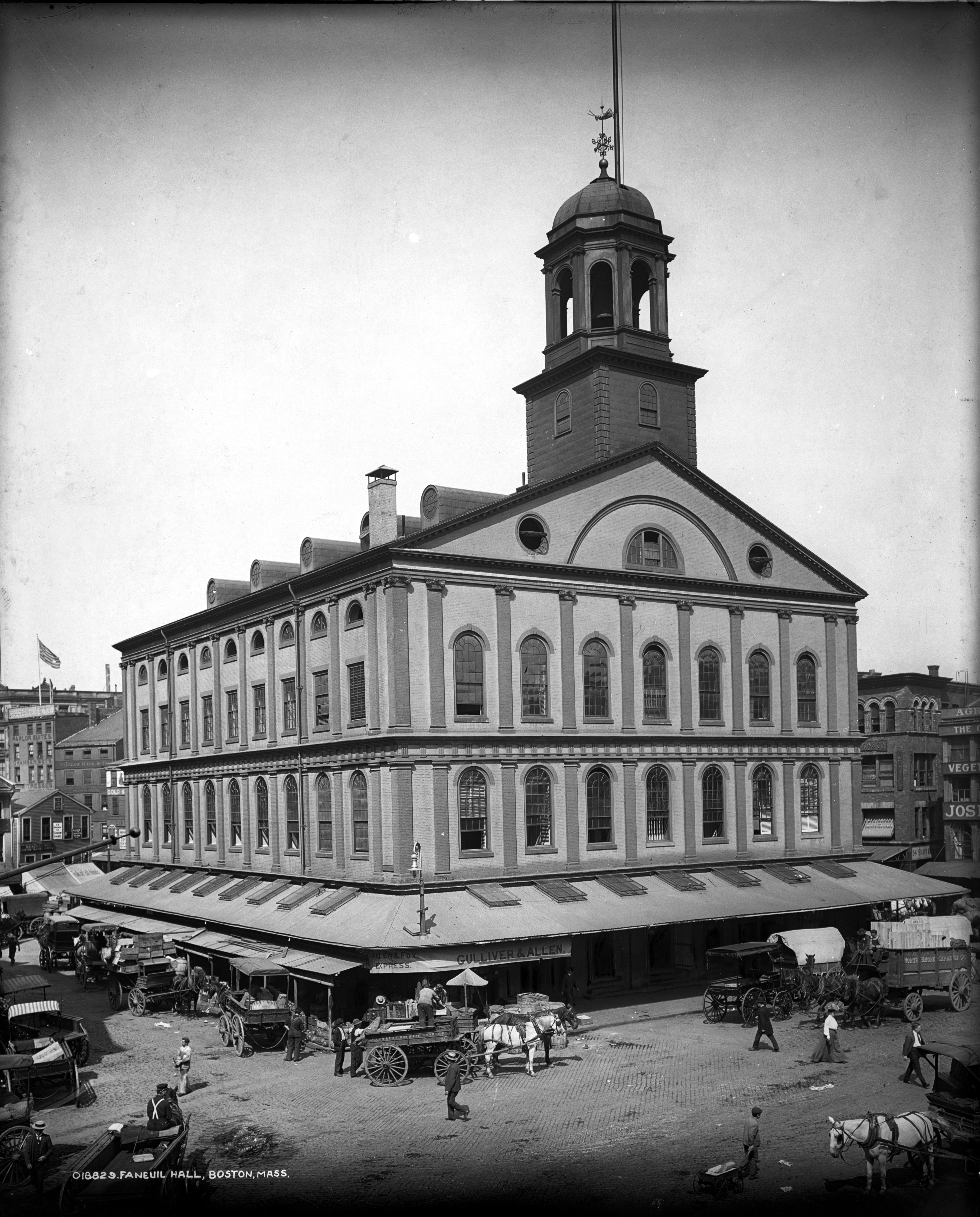
Photo de 1903

### XXeetXXIesiècles

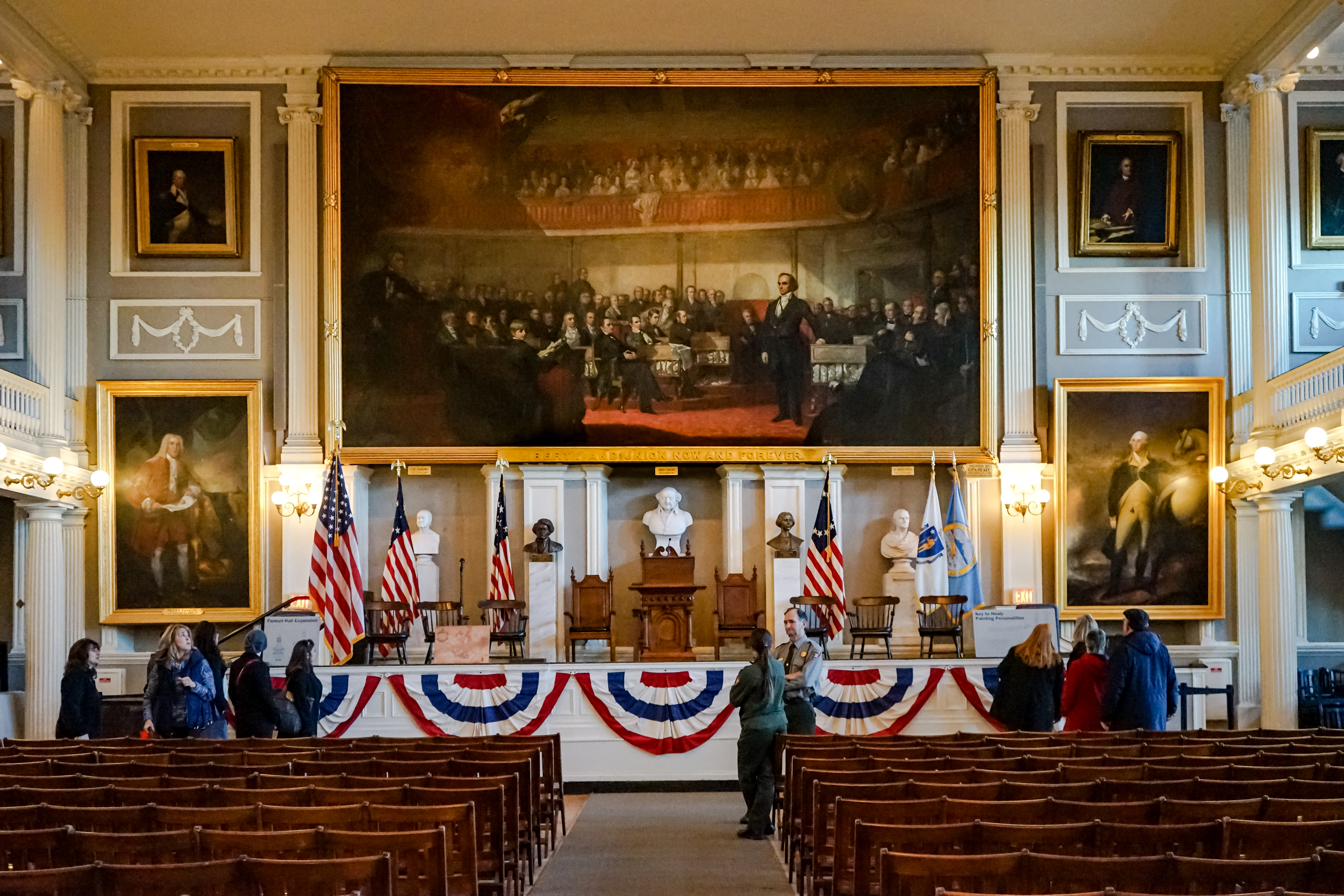
Tribune de la grande salle, surmontée par La Réponse de Webster à Hayne peinte à Paris par Healy (1851). Au centre : buste de John Adams par le sculpteur français Jean-Baptiste Binon (1818).

Le 9 octobre 1960, le bâtiment est désigné National Historic Landmark et ajouté au Registre national des lieux historiques quelques années plus tard. Il est restauré en 1992 après avoir subi des dégradations en 1979.

## Utilisation
Le 6 novembre 1979, Faneuil Hall a été le lieu du discours du sénateur Edward M. Kennedy qui y déclare sa candidature à la présidence.
Le 3 novembre 2004, c'est un autre candidat, John Kerry qui s'y exprime lors d'une élection présidentielle. De nombreux débats politiques s'y tiennent, notamment The O'Reilly Factor.
Le siège de l'Ancient and Honorable Artillery Company of Massachusetts (en) se trouve au 4e étage depuis 1746.
Le Faneuil Hall accueille l'orchestre classique de Boston, qui joue dans le grand hall depuis 1980.

## Origine du nom
À l'époque coloniale, le nom était prononcé Funnel, comme il est écrit sur la pierre tombale du marchand. La ville de Boston utilise souvent le terme Faneuil Hall ou Fanueil pour se référer au quartier entier qui entoure le marché, notamment la vie nocturne qui s'y déroule.

## Éléments remarquables de la construction

### La cloche
La cloche a été réparée en 2007 par une aspersion de WD-40 en la retenant grâce à des cordes. Avant cette réparation, le dernier coup de cloche datait de la fin de la Seconde Guerre mondiale. Depuis elle sert à nouveau en étant frappée par un maillet

### La girouette sauterelle
La girouette dorée en forme de sauterelle a été créée en 1742 par Shem Drowne (en). Elle mesure 4 pieds de long et pèse 80 livres. Elle est censée avoir été modelée sur la base de la girouette du Royal Exchange à Londres.

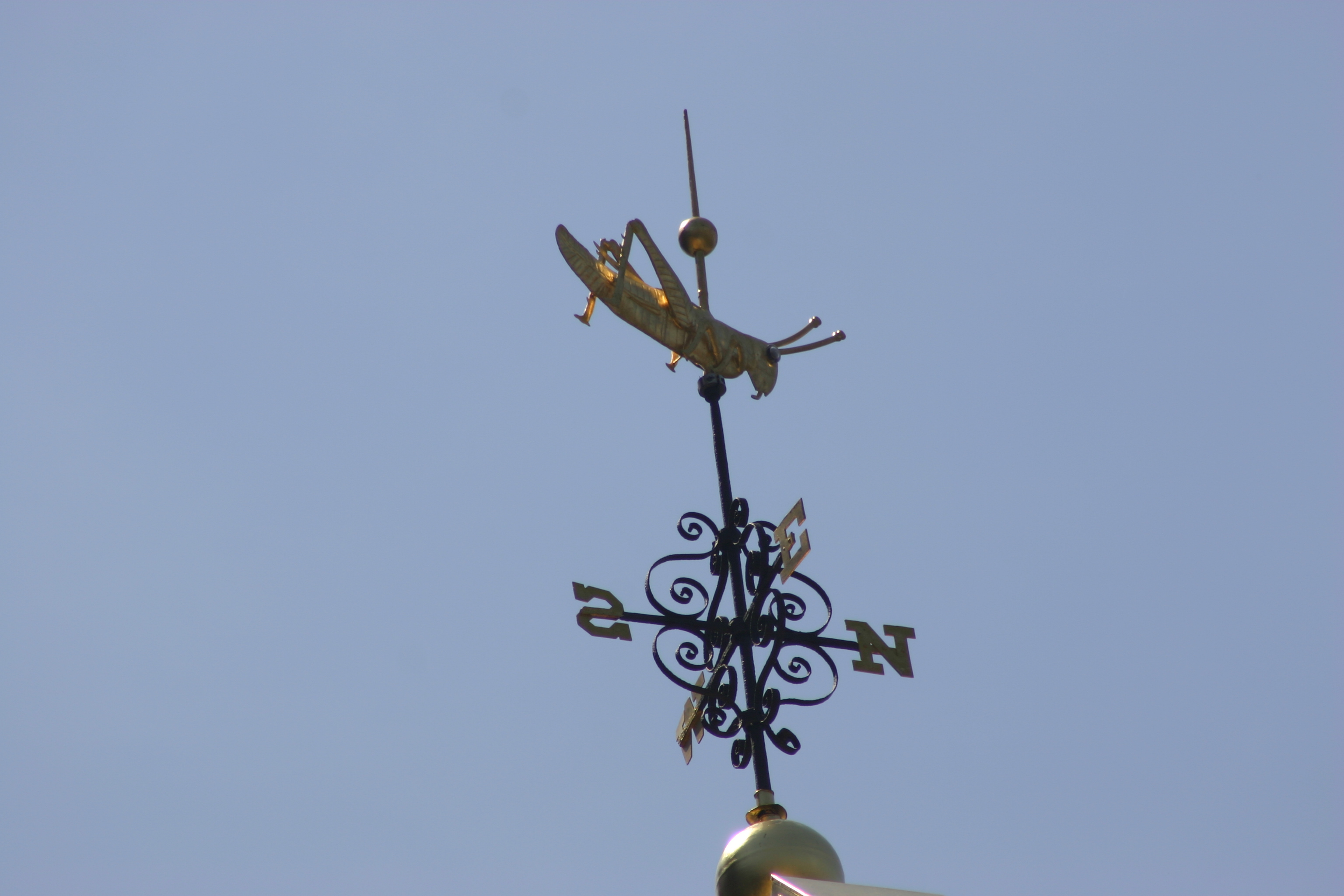
La sauterelle dorée
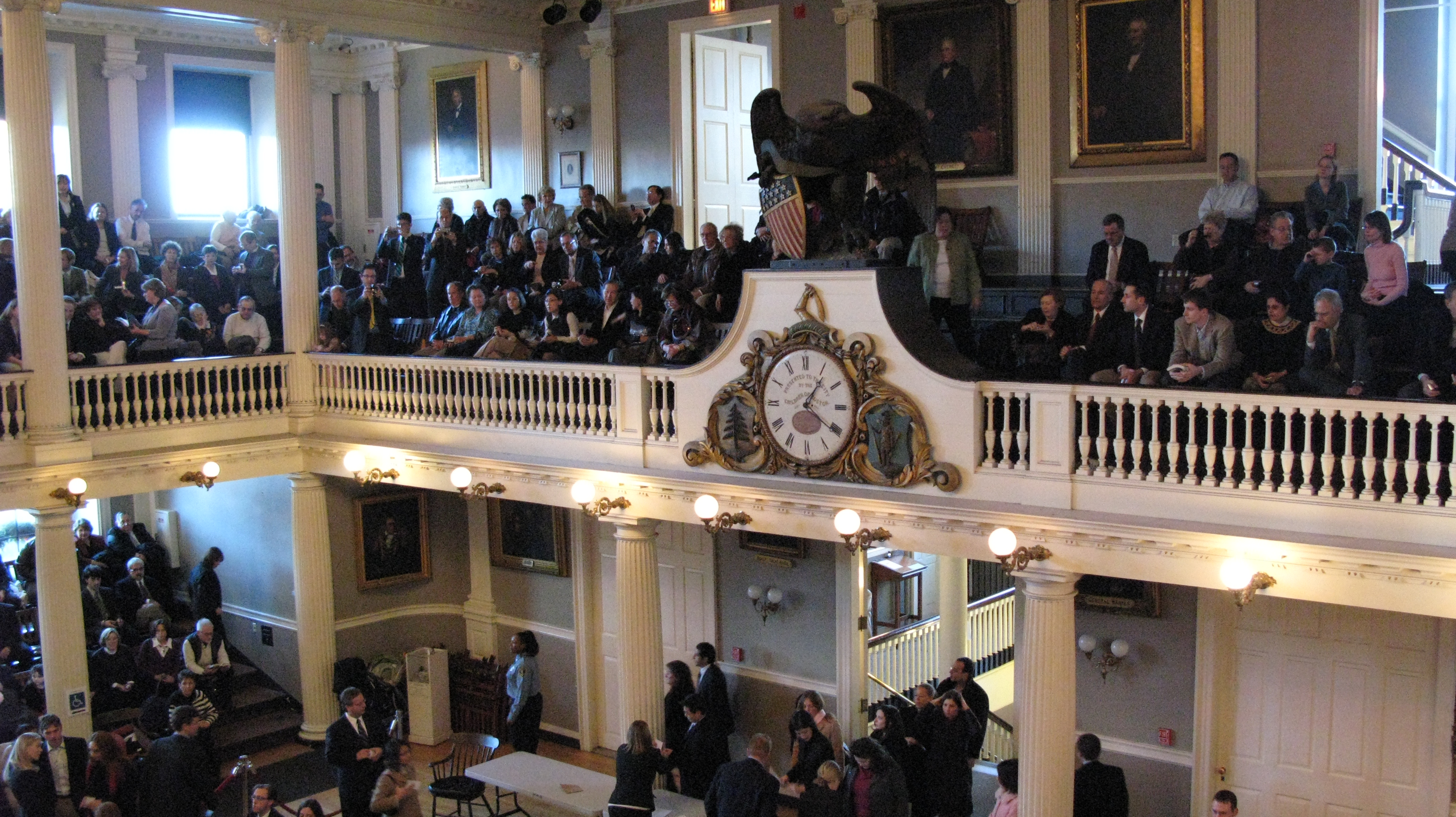
Le balcon du grand Hall
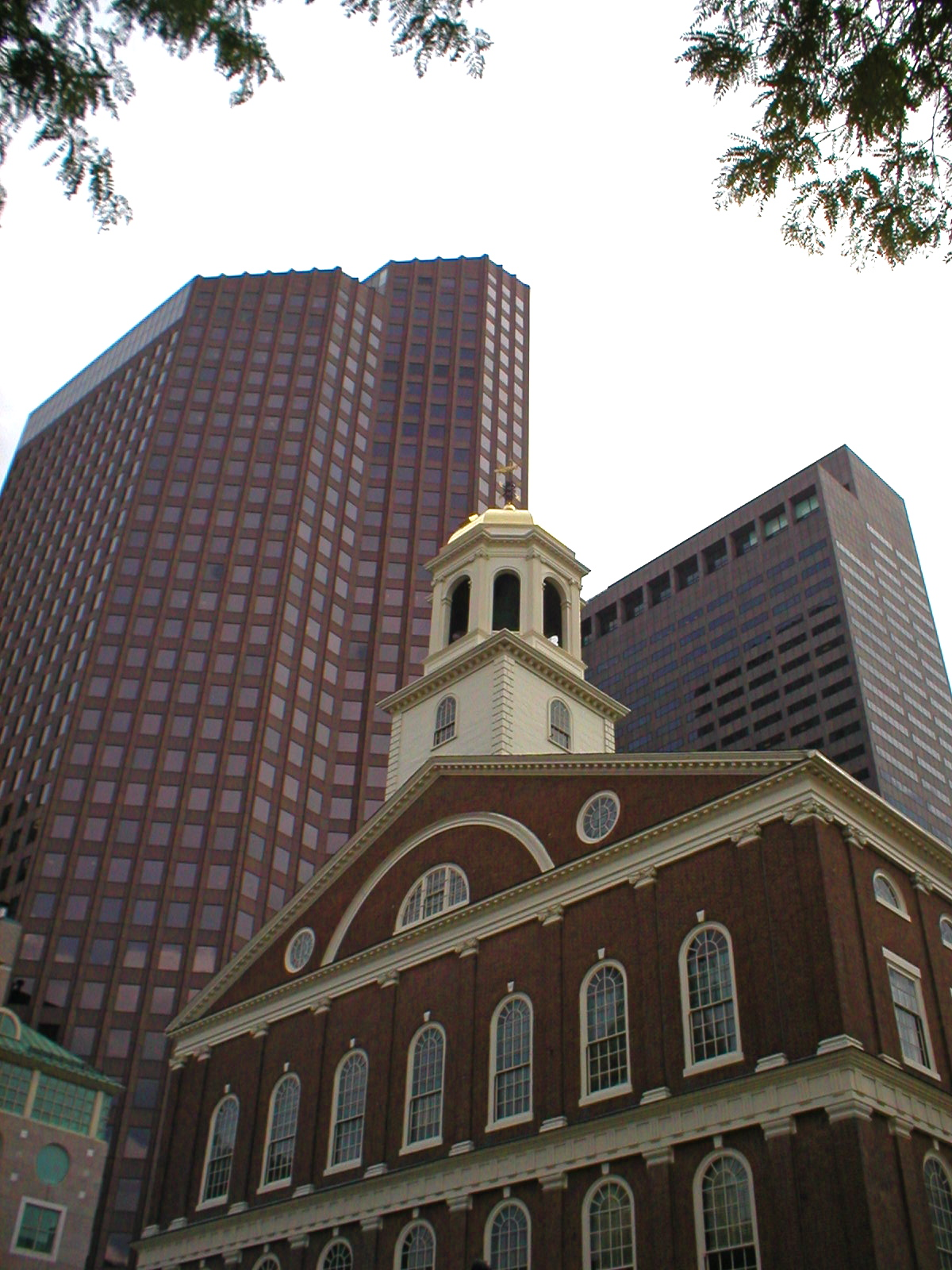
En perspective avec les immeubles voisins